# Xã Miller, Quận Dearborn, Indiana
Xã Miller (tiếng Anh: Miller Township) là một xã thuộc quận Dearborn, tiểu bang Indiana, Hoa Kỳ. Năm 2010, dân số của xã này là 9.810 người.